# Emilio Civit
Emilio Civit (Mendoza, 4 de octubre de 1856 - Buenos Aires, 5 de diciembre de 1920) fue un político argentino que ejerció los cargos de diputado, senador nacional, gobernador de la Provincia de Mendoza y ministro de Obras Públicas y de Agricultura de la Nación. Hijo del también gobernador Francisco Civit.

## Biografía
Estudió en el Colegio Nacional de Buenos Aires y se graduó en Derecho en la Universidad de Buenos Aires.
Comenzó su carrera política como secretario de la intervención federal a la provincia de Corrientes, en 1879. En 1882 fue elegido diputado nacional por su provincia natal en 1882 y reelecto en 1886, ocupando el cargo hasta el año 1889. Posteriormente, fue senador nacional entre 1891 y 1892, en reemplazo del senador Oseas Guiñazú. En 1895 fue ministro de gobierno de su provincia, en el gobierno de Francisco Moyano.
En 1898 fue elegido gobernador de su provincia, período durante el cual se ocupó de la provisión de agua potable. Pero renunció a los pocos meses, para ocupar el Ministerio de Obras Públicas, designado para el cargo por el presidente Julio Argentino Roca. Su gestión se centró en la extensión y control de los ferrocarriles, en esa época mayoritariamente en manos de capitalistas británicos. Si bien en un principio se mostró partidario de continuar la misma política anterior, posteriormente intentó controlar las empresas ferroviarias y deploró la enajenación de los ferrocarriles estatales por los gobiernos anteriores. Logró expandir las líneas del estado nacional, sin permitir que los ferrocarriles extranjeros se apoderaran de esas líneas una vez construidas. Incluso logró recuperar el control de algunas líneas menores, cuyo control por parte de empresas extranjeras era precario. En respuesta, algunos ferrocarriles se fusionaron en forma fraudulenta, según denunciaba el propio ministro; la operación fue autorizada por el mismo presidente.
No pudo impedir uno de los negociados más sonoros de la época, como fue la concesión de la ampliación y explotación de la totalidad del puerto de Rosario.

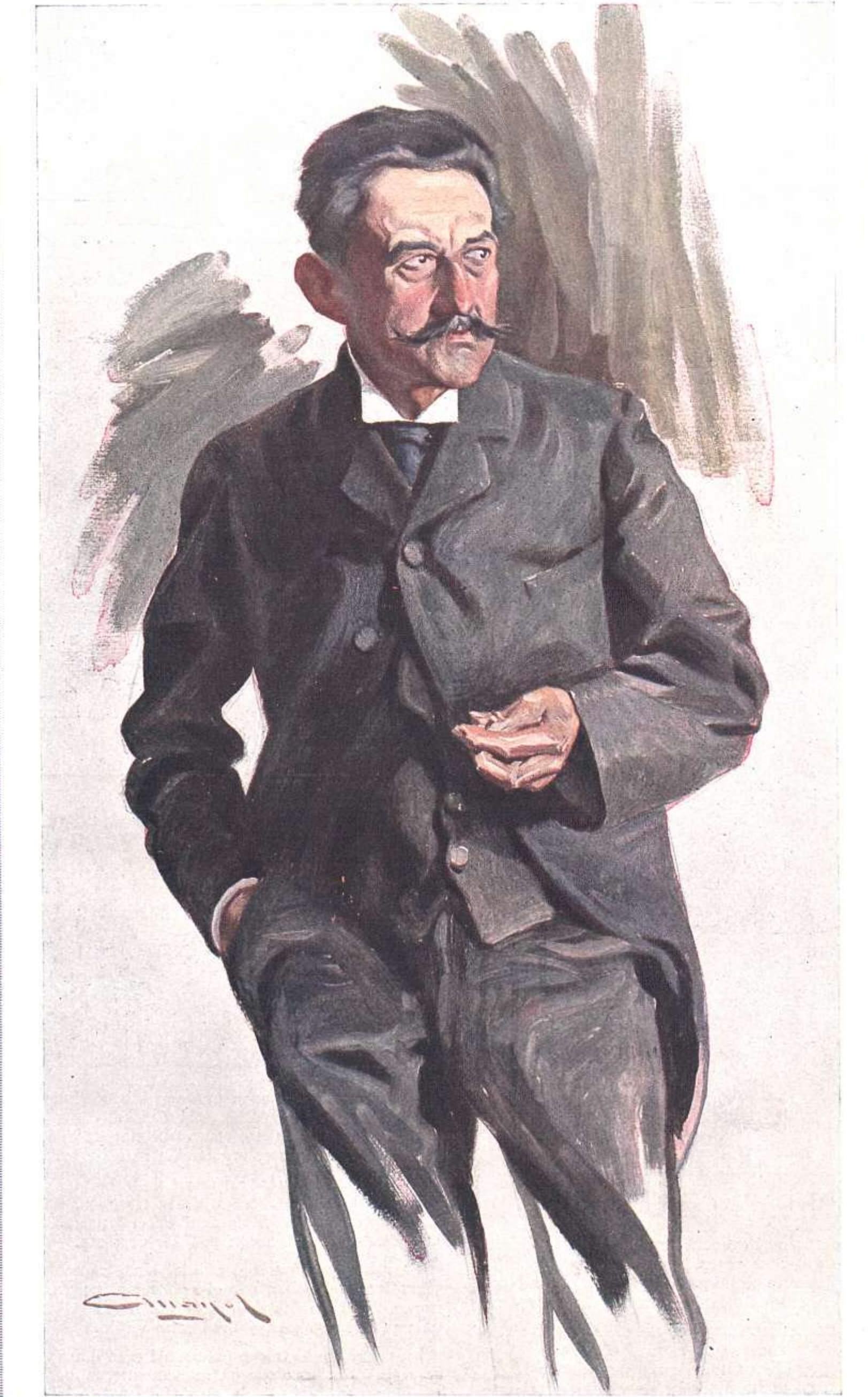
Retratado por Mayol en la revista Caras y Caretas (1917)

Pasó posteriormente a ocupar el cargo de ministro de Agricultura del mismo gobierno, hasta 1900. Su más notoria gestión estuvo orientada a impedir que el gobierno de la provincia de Buenos Aires gravara con un impuesto las guías de campaña, que operaban como documento certificante para el tránsito de animales en pie desde el campo a los frigoríficos.
En 1906 volvió a ser electo gobernador de la Provincia de Mendoza, sucediendo a Carlos Galigniana Segura. Dedicó su gestión a la obra pública, y contrató a expertos para dirigirla, como Carlos Thays, Emilio Coni, y Francisco Latzina. Construyó caminos, puentes, obras de riego, tranvías eléctricos, grandes edificios públicos y escuelas. Firmó contratos con empresas generadoras de electricidad, extendió la capital de la provincia hacia el oeste, y terminó el Parque General San Martín, contratando al escultor Juan Manuel Ferrari la erección del Monumento al Ejército de Los Andes en el Cerro de la Gloria.
En el año 1910 fue nuevamente elegido senador nacional, cargo que ocupó por el período completo de nueve años.
Falleció en 1920 en Buenos Aires.